# Домінік Марог
Домінік Марог (словен. Dominic Maroh, нар. 4 березня 1987, Нюртінген) — німецький і словенський футболіст, захисник національної збірної Словенії та німецького клубу «Кельн».

## Клубна кар'єра
Вихованець юнацьких команд футбольних клубів «ТСФ Некартайльфінген» та «Ройтлінген».
У дорослому футболі дебютував 2006 року виступами за команду клубу «Ройтлінген», де провів два сезони, взявши участь у 13 матчах чемпіонату.
Своєю грою за цю команду привернув увагу представників тренерського штабу клубу «Нюрнберг», до складу якого приєднався 2008 року. Відіграв за нюрнберзький клуб наступні чотири сезони своєї ігрової кар'єри.
До складу клубу «Кельн» приєднався 2012 року.

## Виступи за збірну
Деякий час відмовлявся грати за команду країни свого походження, бажаючи виступати за Німеччину. Проте прийняв запрошення на товариську гру з Румунією від Славиші Стояновича у серпні 2012. Того ж року дебютував в офіційних матчах у складі національної збірної Словенії у матчі зі збірною Кіпру (у попередніх іграх зі Швейцарією та Норвегією на поле не виходив, хоча був викликаний до збірної).